# کشت سوسپانسیون سلولی

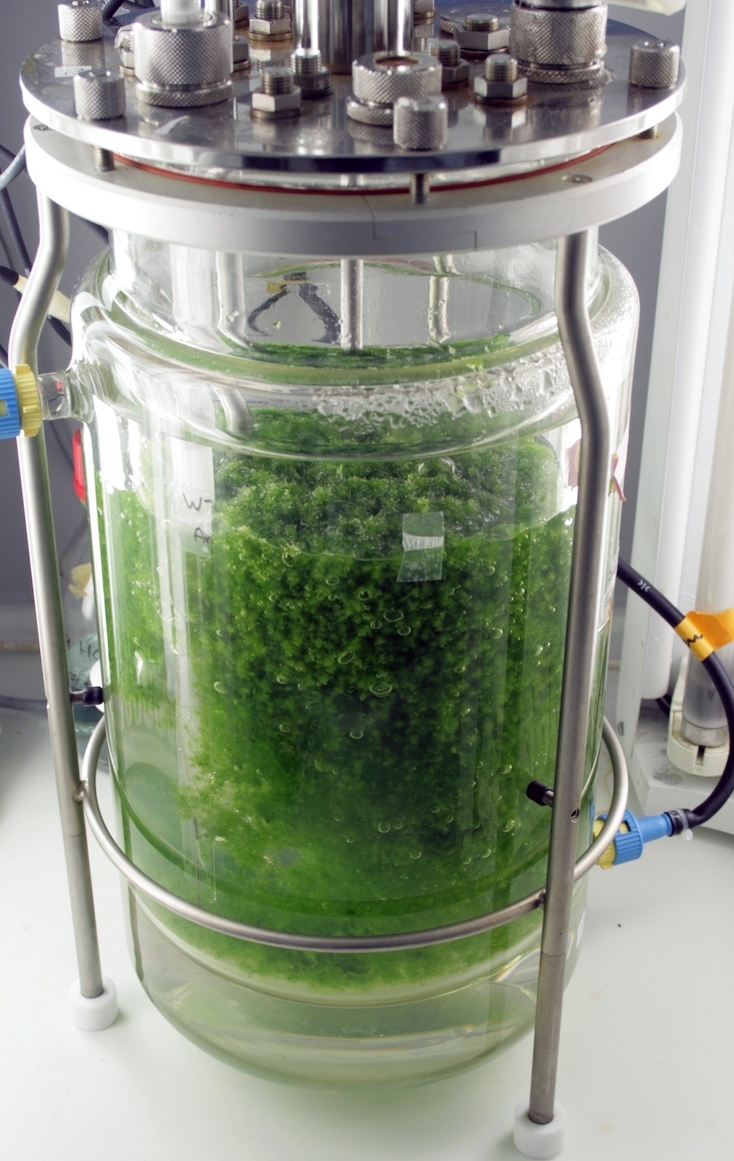
کشت نوعی خزه در بیوراکتور

کشت سوسپانسیون سلولی یا کشت سوسپانسیون یاخته‌ای (به انگلیسی: Suspension cell culture) شامل توده‌های سلولی پراکنده و در حال رشد در محیط کشت مایع و جنبان است. کشت سوسپانسیون سلولی معمولاً به‌منظور سنتز و جداسازی متابولیت‌های ثانویه‌ی سلولی باارزش یا بیوترانسفورماسیون (تبدیل مواد شیمیایی توسط واکنش‌های بیوشیمیایی درون سلول‌ها) انجام می‌شود.
این کشت‌ها در موجودات پرسلولی معمولاً با انتقال قطعاتی از پینه (کالوس) ترد و تمایزنیافته به یک محیط کشت مایع که به‌طور یکنواخت و مداوم تکان داده‌ می‌شود، شروع می‌شوند. کشت‌های سوسپانسیونی در گیاهان از جوانه‌های استریل، جنین یا برگ‌های متورم نیز به‌ شکل مکانیکی تهیه‌ می‌شوند. بدین صورت که برگ یا بافت‌های دیگر را آسیاب نموده یا بافت‌های نرم را با استفاده از مخلوط‌کن‌شیشه‌ای دستی خرد و له می‌نمایند. این مخلوط همگن که محتوی سلول‌های زندهٔ سالم، سلول‌های مرده و ضایعات‌سلولی است، با استفاده از فیلتر و سانتریفیوژ صاف شده و سپس به محیط کشت مایع جنبان انتقال داده‌ می‌شود. برای جدا کردن سلول‌های منفرد، از آنزیم پکتیناز که لایهٔ پکتین را هضم می‌کند نیز استفاده شده‌است.
مکانی که کشت سوسپانسیون سلولی درون آن انجام می‌شود بیوراکتور نام‌ دارد و این فرایند در دانش زیست‌فناوری (بیوتکنولوژی) بررسی می‌شود.

## انواع کشت‌های سوسپانسیونی

### کشت بسته
کشت بسته نوعی کشت سوسپانسیون سلولی است که سلول‌ها در حجم ثابتی از محیط کشت، رشد می‌نمایند. با تقسیم و رشد سلول‌ها، بیوماس در سوسپانسیون سلولی افزایش می‌یابد تا جایی که یکی از فاکتورهای محیط کشت (وجود موادغذایی یا اکسیژن) کم شود و رشد متوقف گردد.

### کشت پیوسته
کشت پیوسته کشتی است به‌طور مداوم با تزریق محیط‌غذایی تازه تغذیه می‌شود اما حجم کشت معمولاً ثابت نگه‌داشته‌ می‌شود. این کشت خود بر دو نوع کشت پیوسته‌باز و کشت پیوسته‌بسته می‌باشد. در کشت پیوسته‌باز جریان ورودی محیط کشت تازه با جریان خروجی متناظر، که برداشت سلول‌ها را دربردارد، متعادل می‌شود. سلول‌ها به‌طور ثابت با جریان خروجی مایع به‌بیرون منتقل می‌شوند. اما در کشت پیوسته بسته جریان ورودی محیط کشت تازه با جریان خروجی محیط کشت استفاده‌شده، متعادل می‌شود. سلول‌ها در این کشت از جریان خروجی کشت به‌طور مکانیکی جدا گشته و به کشت برگردانده می‌شوند.

### کشت نیمه‌پیوسته
در این نوع کشت، جریان محیط کشت تازه به‌طور دستی طی یک فرایند تخلیه و پر کردن با فواصل زمانی زیاد کنترل می‌شود. به‌طوری‌که همیشه مقداری از محیط کشت، خارج و با همان مقدار از محیط کشت تازه جایگزین می‌گردد. در این کشت‌ها اگرچه تعداد سلول‌ها به‌طور تصاعدی افزایش می‌یابد، اما با جایگزینی متناوب محیط کشت برداشت‌شده با محیط کشت تازه، تراکم سلولی در محدودهٔ ثابتی نگه‌داشته‌می‌شود.

## کاربرد
کشت‌های سلولی قادر به تولید شماری از متابولیت‌های ارزشمند هستند مانند آلکالوئیدها، گلیکوزیدها (استروئیدها و فنولیک‌ها)، ترپنوئیدها، انواع مختلف طعم‌ها، عطرها، برخی پروتئین‌های ارزشمند، مواد شیمیایی کشاورزی، حشره‌کش‌های تجاری و غیره. موفق‌ترین مثال از تولید موادشیمیایی ارزشمند در کشت سول‌های گیاهی، شیکونین است که به عنوان رنگ‌کننده و ماده‌دارویی مورداستفاده قرارمی‌گیرد. گل‌پریوش که یک گیاه‌چندساله گرمسیری می‌باشد، به‌دلیل دارا بودن مقادیر فراوانی از آلکالوئیدهای ایندولی‌ترپنوئیدی حائز اهمیت فراوانی است. آلکالوئیدهای گیاهان جنس Catharanthus، بازار اقتصادی قابل ملاحظه‌ای را به خود اختصاص داده‌اند، به‌طوری که قیمت هر کیلوگرم وینکریستین ۳،۵۰۰،۰۰۰ دلار و قیمت هر کیلوگرم وینبلاستین ۱،۰۰۰،۰۰۰ دلار می‌باشد. از دیگر مواد ارزشمند گیاهی می‌توان تاکسول را نام‌برد که سنتز تجاری آن به‌صورت کشت سوسپانسیون سلولی بسیار مشکل است.